# Nicola Di Bari canta Luigi Tenco
Nicola di Bari canta Luigi Tenco è il quarto album del cantante italiano Nicola Di Bari, pubblicato su 33 giri dalla RCA Italiana nel 1971 ed è un tributo all'opera di Luigi Tenco.

## Descrizione
Nicola Di Bari nella metà degli anni '60 alla Jolly aveva conosciuto ed era divenuto amico di Luigi Tenco.
Nei primi anni settanta il cantante pugliese era all'apice del successo, aveva vinto il Festival di Sanremo 1971 con Il cuore è uno zingaro e nello stesso anno Canzonissima con Chitarra suona più piano. Così aveva voluto omaggiare il grande collega con questa raccolta.

## Tracce
Tutti i brano sono composti da Luigi Tenco, con la collaborazione di altri autori dove indicato.
Lato A
1. Lontano, lontano
2. Com'è difficile
3. Ho capito che ti amo
4. Quando
5. Mi sono innamorato di te
6. Ragazzo mio

Lato B
1. Un giorno dopo l'altro  (Jacques Chaumelle)
2. Angela
3. Se stasera sono qui (Mogol)
4. Se potessi, amore mio
5. Cara maestra
6. Il mondo gira (Gian Piero Reverberi)

## Musicisti
- Nicola Di Bari - voce
- Orchestra di Gian Piero Reverberi
- Roberto Gianolio
- Gianni Oddi